# 宮城県道220号牡鹿半島公園線

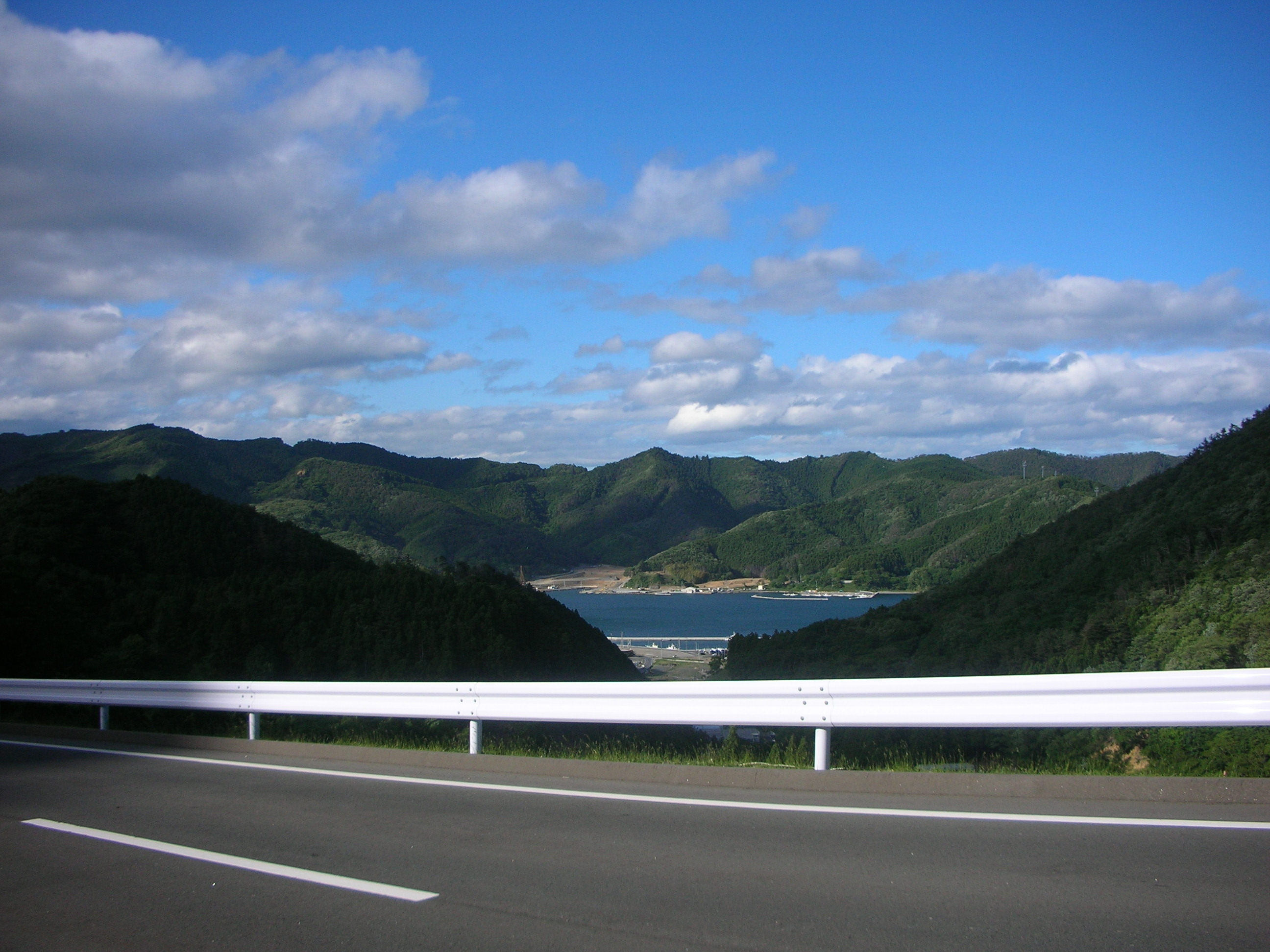
牡鹿コバルトライン 女川湾寄り 東を望む

宮城県道220号牡鹿半島公園線（みやぎけんどう220ごう おしかはんとうこうえんせん）は宮城県牡鹿郡女川町と石巻市鮎川浜を結ぶ一般県道である。通称、牡鹿コバルトライン。

## 概要

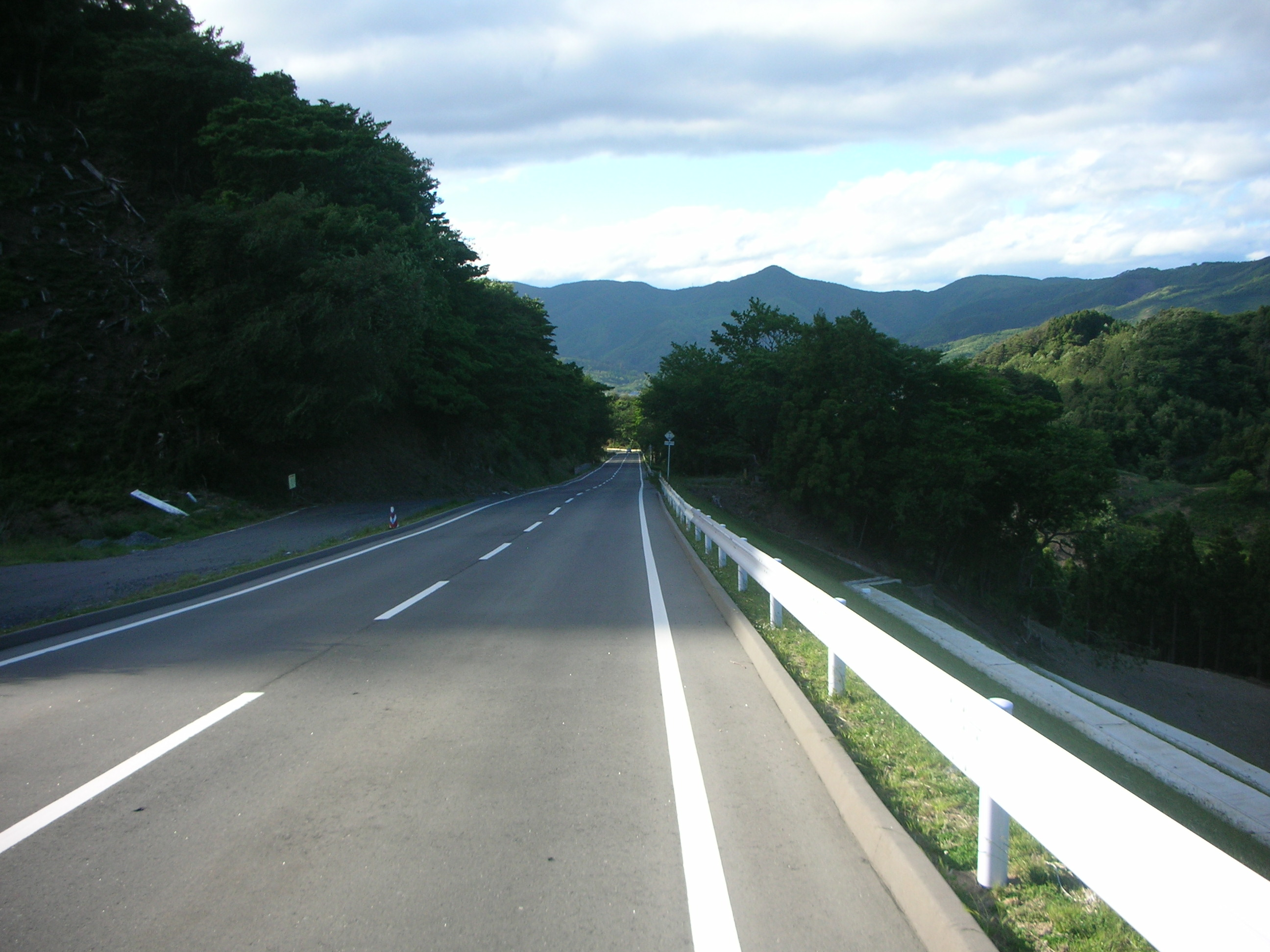
牡鹿コバルトライン 女川湾寄り 北を望む

女川町浦宿（北緯38度26分15秒 東経141度26分8秒 / 北緯38.43750度 東経141.43556度）から国道398号重複区間を経由、牡鹿半島の中央部を貫き、かつて捕鯨で栄えた旧牡鹿町鮎川（現：石巻市、北緯38度17分43秒 東経141度30分38秒）を結ぶ延長34 kmの一般県道である。1996年に無料開放される以前は、牡鹿コバルトラインと名乗っていた道路である。宮城県道2号石巻鮎川線と共に牡鹿半島と金華山への重要なルートである。道路のほとんどの区間が三陸復興国立公園の第2種特別地域に指定されている。
2011年（平成23年）3月11日に起こった東日本大震災の影響により、通行止め箇所が発生した。災害復旧工事により段階的に通行止めが解除されたものの、平成23年9月の台風15号や平成25年7月の豪雨により被災、再びの通行止めを余儀なくされた。大震災発生から3年後にあたる2014年（平成26年）4月30日に復旧工事の最後の区間が開通し全線開通となった。

### 路線データ
- 実延長：33.8435km[4]
- 起点：女川町浦宿浜
- 終点：石巻市鮎川浜

## 路線状況
もともと、1971年（昭和46年）4月1日に有料道路牡鹿コバルトラインとして開通した道路で、1996年（平成8年）4月に無料開放されて宮城県道220号となっている。大震災後の道路整備もあって路面状況が優れる区間が多く、片側1車線が確保されたワインディングロードとなっている。

### 重複区間
- 女川町浦宿浜 - 女川町旭が丘：国道398号

## 地理
宮城県の北東部、太平洋に着き出す牡鹿半島の中央の稜線上を縦断する山岳道路で、半島の南側区間では金華山を望みながら走ることのできるドライブコースにもなっている。秋には紅葉の観光名所としても知られている。稜線上の道は、北部で女川湾を見下ろせる展望地点もあるが、森林の中をひたすら抜けていき遠望は効かない。牡鹿半島の先端部付近の東側に回り込むように道路が走ると、太平洋と金華山を見下ろす御番所展望所や御番所公園があり、岬の先端で進路の方角が南北反対に向きを変えて、鮎川漁港へ下っていく。

### 通過する自治体
- 宮城県
  - 牡鹿郡女川町
  - 石巻市

### 交差する道路
- 国道398号
- 宮城県道41号女川牡鹿線
- 宮城県道2号石巻鮎川線
- 町道谷川鬼形線